# 무간 (터닝메카드)
무간은 터닝메카드, 터닝메카드W1~3에 출연하는 메카니멀이다.

## 소개
무간은 지옥의 매카니멀이었지만 도깨비단에게 테이밍 되고 난 이후 무간은 도깨비단 옆에서 도깨비단을 위로해주는 매카니멀이 됐다.

## 기술

### 지옥불의 부름
이글거리는 불꽃이여 나와라!(지옥불이여, 깨어나라!) 지옥불의 부름!
주문을 외워 이글거리는 지옥의 화염을 불러낸다.

### 낙뢰 소환
맑은 하늘에 날벼락! 낙뢰 소환!
마른 하늘에서 저주의 벼락을 떨어뜨려 상대를 태운다.

### 도깨비 방망이
독나와라,뚝딱 도깨비 방망이!
뾰족한 돌기에서 황산이 뿜어져 나오는 도깨비 방망이를 불러내 상대를 내려친다.

### 강령 빙의
유령 소환!강령 빙의!
유령을 불러내 상대방의 몸 속에 유령이 들어가게 만든다.

### 워터 샷(아쿠아애로)
물의,화살! 워터 샷!(아쿠아애로)!
물의 화살을 소환하여 상대방에게 영중시킨다.

### 스핀 토네이도
돌개바람이여,일어나라!스핀 토네이도!
몸을 빠르게 회전시켜 강력한 돌개바람을 만들어 상대방을 휩쓴다.

## 주변 지인
도깨비단 = 테이머

## 성격
평소에 우가우가라고 말하는게 특징이다.

## 소속
블랙미러

## 전적
1승 1무 8패로 승률:15점

## hg 완구
2025년 5월 7일에 완구 예정.

## 목소리 출연
전태열

## 정보

### 제작사
(주)손오공

### 녹음된 언어
한국어

### 출연 국가
대한민국

### 출연 방송
터닝메카드,터닝메카드W1~3

## 컬러
1. 검정색(기본 색깔)
2. 빨간색(W에서만)
3. 파란색[1]
4. 노란색[2]

1. ↑  장난감에만있다.
2. ↑  장난감에만있다.